# Xã Polk, Quận Macoupin, Illinois
Xã Polk (tiếng Anh: Polk Township) là một xã thuộc quận Macoupin, tiểu bang Illinois, Hoa Kỳ. Năm 2010, dân số của xã này là 563 người.